# Grand Prix Maroka 1958
Grand Prix Maroka 1958 (oficiálně VII Grand Prix du Maroc) se jela na okruhu Ain-Diab Circuit v Casablance v Maroku dne 19. října 1958. Závod byl jedenáctým a zároveň posledním v pořadí v sezóně 1958 šampionátu Formule 1.

## Závod
- Žlutě jsou označeny týmy, které byly součástí šampionátů Formule 2.

| Poř.   | No. | Jezdec              | Konstruktér   | Počet kol | Čas/Odstoupení | Pořadí na startu | Body |
| ------ | --- | ------------------- | ------------- | --------- | -------------- | ---------------- | ---- |
| 1      | 8   | Stirling Moss       | Vanwall       | 53        | 2:09:15.1      | 2                | 9    |
| 2      | 6   | Mike Hawthorn       | Ferrari       | 53        | +1:24.7        | 1                | 6    |
| 3      | 4   | Phil Hill           | Ferrari       | 53        | +1:25.5        | 5                | 4    |
| 4      | 18  | Jo Bonnier          | BRM           | 53        | +1:46.7        | 8                | 3    |
| 5      | 16  | Harry Schell        | BRM           | 53        | +2:33.7        | 10               | 2    |
| 6      | 22  | Masten Gregory      | Maserati      | 52        | +1 kolo        | 13               |      |
| 7      | 28  | Roy Salvadori       | Cooper-Climax | 51        | +2 kola        | 14               |      |
| 8      | 30  | Jack Fairman        | Cooper-Climax | 50        | +3 kola        | 11               |      |
| 9      | 38  | Hans Herrmann       | Maserati      | 50        | +3 kola        | 18               |      |
| 10     | 34  | Cliff Allison       | Lotus-Climax  | 49        | +4 kola        | 16               |      |
| 11     | 50  | Jack Brabham        | Cooper-Climax | 49        | +4 kola        | 19               |      |
| 12     | 26  | Gerino Gerini       | Maserati      | 48        | +5 kol         | 17               |      |
| 13     | 52  | Bruce McLaren       | Cooper-Climax | 48        | +5 kol         | 21               |      |
| 14     | 58  | Robert La Caze      | Cooper-Climax | 48        | +5 kol         | 23               |      |
| 15     | 48  | André Guelfi        | Cooper-Climax | 48        | +5 kol         | 25               |      |
| 16     | 32  | Graham Hill         | Lotus-Climax  | 45        | +7 kol         | 12               |      |
| Ret    | 12  | Stuart Lewis-Evans  | Vanwall       | 41        | Fatální nehoda | 3                |      |
| Ret    | 54  | François Picard     | Cooper-Climax | 31        | Nehoda         | 24               |      |
| Ret    | 56  | Tom Bridger         | Cooper-Climax | 30        | Nehoda         | 22               |      |
| Ret    | 10  | Tony Brooks         | Vanwall       | 29        | Motor          | 7                |      |
| Ret    | 2   | Olivier Gendebien   | Ferrari       | 29        | Nehoda         | 6                |      |
| Ret    | 14  | Jean Behra          | BRM           | 26        | Motor          | 4                |      |
| Ret    | 24  | Wolfgang Seidel     | Maserati      | 15        | Nehoda         | 20               |      |
| Ret    | 20  | Ron Flockhart       | BRM           | 15        | Hřídel         | 15               |      |
| Ret    | 36  | Maurice Trintignant | Cooper-Climax | 9         | Motor          | 9                |      |
| Zdroj: |     |                     |               |           |                |                  |      |

Poznámky
1. ↑  Stirling Moss získal jeden bod za zajetí nejrychlejšího kola.

## Průběžné pořadí po závodě
Pohár jezdců
|        | Pořadí | Jezdec        | Body    |
| ------ | ------ | ------------- | ------- |
|        | 1      | Mike Hawthorn | 42 (49) |
|        | 2      | Stirling Moss | 41      |
|        | 3      | Tony Brooks   | 24      |
|        | 4      | Roy Salvadori | 15      |
|        | 5      | Peter Collins | 14      |
| Zdroj: |        |               |         |

Pohár konstruktérů
|        | Pořadí | Konstruktér   | Body    |
| ------ | ------ | ------------- | ------- |
|        | 1      | Vanwall       | 48 (57) |
|        | 2      | Ferrari       | 40 (57) |
|        | 3      | Cooper-Climax | 31      |
|        | 4      | BRM           | 18      |
|        | 5      | Maserati      | 6       |
| Zdroj: |        |               |         |